# Copa Catalunya de futbol masculina 2001-2002
La Copa Catalunya de futbol masculina 2001-2002 fou la 13a edició de la Copa Catalunya.

## Fase Final

### Semifinals
| 29 gener 2002 | UE Lleida | 1 - 2 | FC Barcelona          | Lleida                                                |  |
| 21:30         | Nakor 71' | [ 1 ] | Gerard 19' · Coco 39' | Camp d'Esports · 3.000 espectadors · Moreno Delgado · |  |

| 21 febrer 2002 | Terrassa FC          | 2 - 2           | RCD Espanyol de Barcelona    | Terrassa                                                         |  |
|                | Recio 49' · Keko 64' | [ 2 ]           | Ricardo 60' · Soldevilla 80' | Estadi Olímpic de Terrassa · 5.000 espectadors · Segura García · |  |
|                |                      | Tanda de penals |                              |                                                                  |  |
|                |                      | 4-3             |                              |                                                                  |  |

### Final
| Terrassa FC                              | 1 - 1 | FC Barcelona      |
| ---------------------------------------- | ----- | ----------------- |
| Monty 74'                                | [ 3 ] | Xavi 30'          |
| Tanda de penals                          |       |                   |
| Gibanel · Rodríguez · Keko · Juan Carlos | 4 - 1 | · Motta · Iniesta |

 Estadi Olímpic de Terrassa, Terrassa
| Terrassa | Barcelona |

| GK             |   | José Morales              |           |     |
|                |   | Iván Hammouch             |           | 65' |
|                |   | Juan Rodríguez            | Amonestat |     |
|                |   | Rubén López               |           |     |
|                |   | Héctor Bueno              |           |     |
|                |   | Fernando López            |           | 55' |
|                |   | Javier Recio              |           |     |
|                |   | Pedro Riesco              | Amonestat | 30' |
|                |   | Juan Carlos Sanz          | Amonestat |     |
|                |   | Juanjo Rodríguez          |           | 55' |
|                |   | Héctor Besora             | Amonestat | 55' |
| Substitutes:   |   |                           |           |     |
|                | 8 | Monty                     |           | 30' |
|                |   | Cristian García           |           | 55' |
|                |   | Mario Gibanel             |           | 55' |
|                |   | Francisco Martínez "Keko" |           | 65' |
|                |   | Joan Mendoza              |           | 55' |
| Manager:       |   |                           |           |     |
| Miguel Álvarez |   |                           |           |     |

| GK            | 13 | José Manuel Reina  |           |     |
|               | 2  | Michael Reiziger   | Amonestat |     |
|               | 24 | Carles Puyol       |           |     |
|               | 4  | Patrik Andersson   |           |     |
|               |    | Fernando Navarro   |           |     |
|               | 6  | Xavi Hernández     |           |     |
|               | 18 | Gabri García       |           | 49' |
|               | 10 | Thiago Motta       |           |     |
|               | 15 | Fabio Rochemback   |           |     |
|               | 22 | Geovanni Mauricio  |           |     |
|               | 19 | Dani García        |           | 62' |
| Substitutes:  |    |                    |           |     |
|               |    | Andrés Iniesta     |           | 49' |
|               |    | Roberto Trashorras |           | 62' |
| Manager:      |    |                    |           |     |
| Carles Rexach |    |                    |           |     |